# Йоан Синадин (куропалат)
Йоан Синадин (на средногръцки: Ίωάννης Συναδηνός, ὁ Συναδηνός или Ίωάννου τοῦ Συναδηνοῦ) е византийски сановник от края на XI век – представител на рода Синадини, който през 1094 г. притежавал дворцовата титла куропалат и взел участие във Влахернския синод, свикан от император Алексий I Комнин.
Негови печати от втората половин на XI век с изображения на Богородица, Йоан Богослов, свети Василий Велики, свети Николай и свети Теодор свидетелстват, че Йоан Синадин е съвместявал висшите титли и рангове на проедър, протопроедър и дука, куропалат и дука. През 1094 г. е сред членовете на сената, взели участие в синода, свикан от император Алексий I Комнин в големия триклиний на Влахернския дворец, за да се обсъди въпросът за иконопочитанието, повдигнат от епископ Лъв Халкедонски.

## Цитирана литература
- ((fr)) Gautier, Paul (1971). Le synode des Blachernes (fin 1094). Etude prosopographique. – Revue des Études Byzantin, 29,  213 – 284, doi:https://doi.org/10.3406/rebyz.1971.1445, https://www.persee.fr/doc/rebyz_0766-5598_1971_num_29_1_1445
- ((en)) Jeffreys, M. et al. (eds) (2016). Ioannes Synadenos, kouropalates at 1094 synod (ID: Ioannes 119). – Prosopography of the Byzantine World. King's College London, ISBN 978-1-908951-20-5, https://pbw2016.kdl.kcl.ac.uk/person/107290/
- John Synadenos, proedros (eleventh century, second half) (BZS.1947.2.1292). – Online Catalogue of Byzantine Seals. Dumbarton Oaks Research Library and Collection, https://www.doaks.org/resources/seals/byzantine-seals/BZS.1947.2.1292, посетен на 20 май 2024
- John Synadenos, protoproedros and doux (eleventh century, second half) (BZS.1947.2.1293). – Online Catalogue of Byzantine Seals. Dumbarton Oaks Research Library and Collection, https://www.doaks.org/resources/seals/byzantine-seals/BZS.1947.2.1293, посетен на 20 май 2024
- John Synadenos, kouropalates and doux (eleventh century, second half) (BZS.1955.1.3341). – Online Catalogue of Byzantine Seals. Dumbarton Oaks Research Library and Collection, https://www.doaks.org/resources/seals/byzantine-seals/BZS.1955.1.3341, посетен на 20 май 2024